# Short track na Zimowym Olimpijskim Festiwalu Młodzieży Europy 2023
Short track na Zimowym Olimpijskim Festiwalu Młodzieży Europy 2023 – jedna z dyscyplin rozgrywanych podczas festiwalu w dniach 22–24 stycznia 2023 r. w Ice arena Claudio Vuerich w Pontebbie. Podczas zawodów odbędzie się siedem konkurencji.

## Zestawienie medalistów
Zestawienie medalistów sporządzone na podstawie:

### Dziewczyn
| Data             | Konkurencja        | Złoto         | Wynik    | Srebro           | Wynik  | Brąz             | Wynik  |
| ---------------- | ------------------ | ------------- | -------- | ---------------- | ------ | ---------------- | ------ |
| 22 stycznia 2023 | 1500 m (szczegóły) | Hanna Mazur   | 2:36.380 | Kornelia Woźniak | +0.124 | Dóra Szigeti     | +0.594 |
| 23 stycznia 2023 | 500 m (szczegóły)  | Luca Haltrich | 45.417   | Dóra Szigeti     | +0.101 | Hanna Mazur      | +0.882 |
| 24 stycznia 2023 | 1000 m (szczegóły) | Dóra Szigeti  | 1:39.725 | Hanna Mazur      | +0.229 | Kornelia Woźniak | +0.326 |

### Chłopców
| Data             | Konkurencja        | Złoto                  | Wynik    | Srebro                 | Wynik  | Brąz               | Wynik  |
| ---------------- | ------------------ | ---------------------- | -------- | ---------------------- | ------ | ------------------ | ------ |
| 22 stycznia 2023 | 1500 m (szczegóły) | Dominik Major          | 2:22.573 | Miika Johan Klevstuen  | +1.677 | Dominik Palenceusz | +6.945 |
| 23 stycznia 2023 | 500 m (szczegóły)  | Linards Reinis Laizāns | 43.734   | Luka Jašić             | +0.071 | Dominik Palenceusz | +0.175 |
| 24 stycznia 2023 | 1000 m (szczegóły) | Dominik Major          | 1:30.849 | Linards Reinis Laizāns | +0.299 | Franck Tekam       | +0.417 |

### Konkurencje mieszane
| Data             | Konkurencja                          | Złoto | Wynik    | Srebro | Wynik  | Brąz     | Wynik  |
| ---------------- | ------------------------------------ | ----- | -------- | ------ | ------ | -------- | ------ |
| 24 stycznia 2023 | Sztafeta mieszana 2000 m (szczegóły) | Węgry | 2:52.703 | Polska | +2.623 | Holandia | +7.230 |

## Klasyfikacja medalowa

### Ogólna
| Miejsce | Reprezentacja | Złoto | Srebro | Brąz | Razem |
| ------- | ------------- | ----- | ------ | ---- | ----- |
| 1       | Węgry         | 5     | 1      | 1    | 7     |
| 2       | Polska        | 1     | 3      | 4    | 8     |
| 3       | Łotwa         | 1     | 1      | 0    | 2     |
| 4       | Serbia        | 0     | 1      | 0    | 1     |
| 4       | Norwegia      | 0     | 1      | 0    | 1     |
| 6       | Francja       | 0     | 0      | 1    | 1     |
| 6       | Holandia      | 0     | 0      | 1    | 1     |
| Razem   | Razem         | 7     | 7      | 7    | 21    |

### Dziewczyn
| Miejsce | Reprezentacja | Złoto | Srebro | Brąz | Razem |
| ------- | ------------- | ----- | ------ | ---- | ----- |
| 1       | Węgry         | 2     | 1      | 1    | 4     |
| 2       | Polska        | 1     | 2      | 2    | 5     |
| Razem   | Razem         | 3     | 3      | 3    | 9     |

### Chłopców
| Miejsce | Reprezentacja | Złoto | Srebro | Brąz | Razem |
| ------- | ------------- | ----- | ------ | ---- | ----- |
| 1       | Węgry         | 2     | 0      | 0    | 2     |
| 2       | Łotwa         | 1     | 1      | 0    | 2     |
| 3       | Serbia        | 0     | 1      | 0    | 1     |
| 3       | Norwegia      | 0     | 1      | 0    | 1     |
| 5       | Polska        | 0     | 0      | 2    | 2     |
| 6       | Francja       | 0     | 0      | 1    | 1     |
| Razem   | Razem         | 3     | 3      | 3    | 9     |